# Volksparkstadion
El Volksparkstadion és l'estadi del club de futbol Hamburger SV a Hamburg, on també tenen lloc concerts i altres esdeveniments esportius. Ha rebut les següents denominacions:
- Volksparkstadion (1953–2001)
- AOL Arena (2001–2007)
- HSH Nordbank Arena (2007–2010)
- Imtech Arena (2010–2015)

Aquest estadi té una capacitat per 57.000 espectadors i és un dels estadis 5 estrelles de la UEFA. En partits internacionals en els quals només es permeten localitats amb seient la capacitat es redueix a 51.750 espectadors per seguretat. La final de la Lliga Europa de la UEFA 2009-2010 fou al HSH Nordbank Arena gràcies a la capacitat, a l'infrastructura, a l'oferiment d'allotjament i a les mesures de seguretat.

## Història

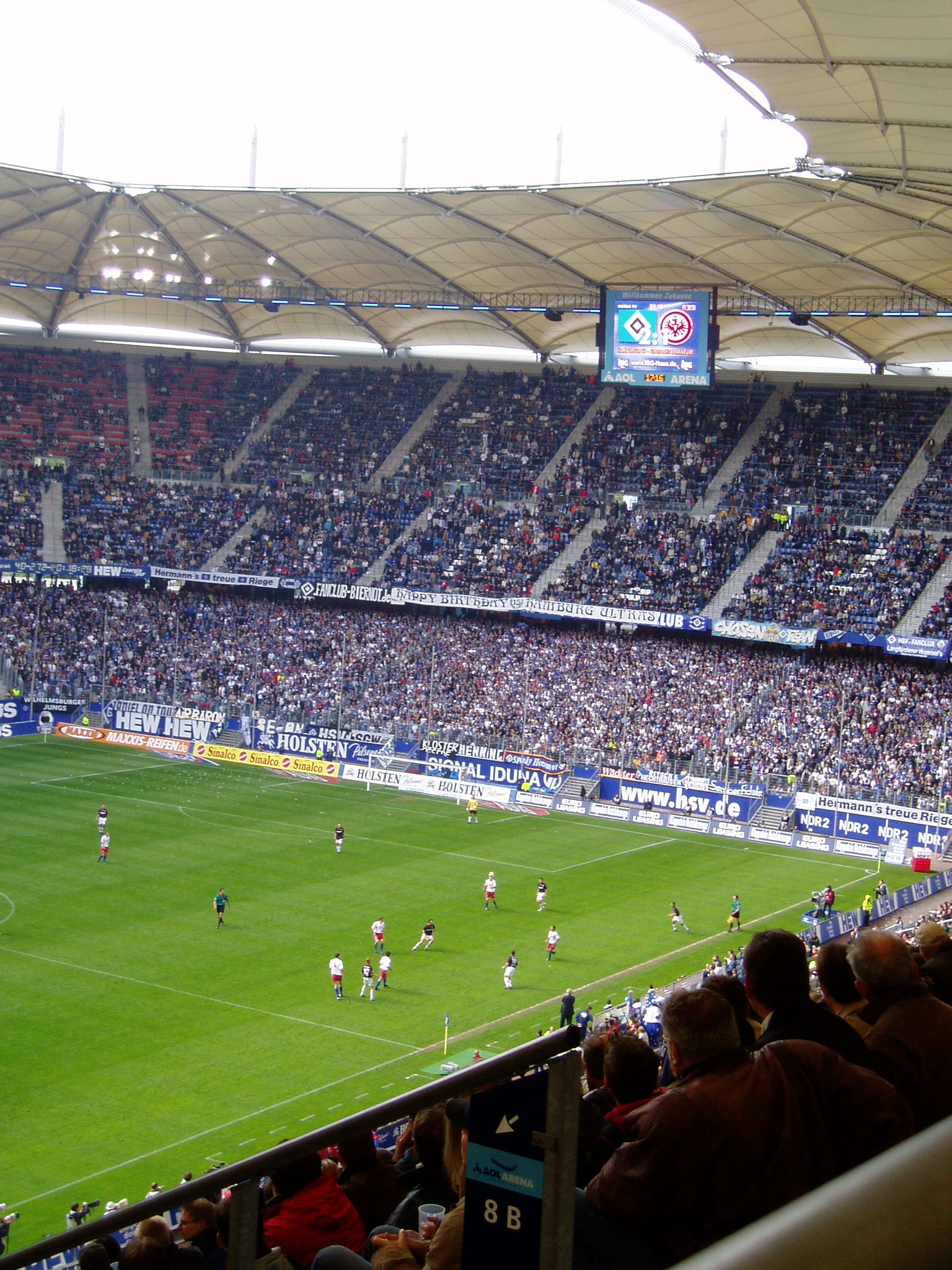
L' "AOL Arena" en un partit de la Bundeslliga

Va ser construït l'any 2001 sota les ruïnes de l'antic Volksparkstadion, amb un cost de 97 milions d'euros. Durant el desenvolupament de la Copa del Món de futbol 2006 va passar a anomenar-se Estadi de la Copa del Món de la FIFA d'Hamburg (en alemany: FIFA WM-Stadion Hamburg), ja que la FIFA no permet cap mena de publicitat en el nom dels estadis. També durant aquest torneig la capacitat de l'estadi va ser reduïda a 51.055 espectadors per motius de seguretat.